# Oulchy-la-Ville
Oulchy-la-Ville – miejscowość i gmina we Francji, w regionie Hauts-de-France, w departamencie Aisne.
Według danych na styczeń 2014 roku gminę zamieszkiwały 132 osoby, a gęstość zaludnienia wynosiła 18,2 osób/km².